# دبیگانج
دبیگانج (به لاتین: Debiganj) یک منطقهٔ مسکونی در بنگلادش است که در ناحیه پنج‌گر واقع شده‌است. دبیگانج ۳۰۹٫۰۴ کیلومتر مربع مساحت و ۱۵۹٬۹۰۲ نفر جمعیت دارد.